# Zülpich
Zülpich (Nederlands: Zulpik) is een stad in de Duitse deelstaat Noordrijn-Westfalen, gelegen in Kreis Euskirchen. De stad telt 20.440 inwoners (31 december 2020) op een oppervlakte van 101,01 km². Naburige steden zijn onder andere Bad Münstereifel, Euskirchen en Mechernich. In de Romeinse en Frankische periode was de naam van de plaats respectievelijk Tulpiacum en Tolbiac.

## Geschiedenis
In het jaar 496 versloeg de Frankenkoning Clodevech of Clovis I vermoedelijk de Alemannen in de Slag bij Tolbiac (nu Zülpich). Naar aanleiding van deze overwinning zou Clovis zich tot het Christendom hebben laten bekeren. Er zijn echter aanwijzingen dat deze slag niet daadwerkelijk in Zülpich plaats vond.
Later, rond het jaar 533, werden zowel de Thuringische koning Hermanfred als de Austrasische koning Theuderik I hier vermoord toen ze beiden van de stadsmuur werden geduwd. Zo kon Theudebert I als Austrasische koning zijn vader opvolgen.

## Indeling
De volgende kernen behoren tot Zülpich (inwoneraantal per 2006):
| Kern                | Inwoners |
| ------------------- | -------- |
| Bessenich           | 475      |
| Bürvenich           | 941      |
| Dürscheven          | 556      |
| Enzen               | 579      |
| Eppenich            | 141      |
| Floren              | 4-10     |
| Füssenich           | 826      |
| Geich               | 873      |
| Hoven               | 1.121    |
| Juntersdorf         | 206      |
| Langendorf          | 299      |
| Linzenich           | 355      |
| Lövenich            | 226      |
| Merzenich           | 148      |
| Mülheim             | 409      |
| Nemmenich           | 682      |
| Niederelvenich      | 595      |
| Oberelvenich        | 240      |
| Rövenich            | 443      |
| Schwerfen           | 1.511    |
| Sinzenich           | 1.331    |
| Ülpenich            | 995      |
| Weiler in der Ebene | 474      |
| Wichterich          | 902      |

## Bezienswaardigheden
- De Sint-Pieterskerk te Zülpich met binnen twee retabels uit de Antwerpse School van omstreeks 1500
- Het Kuurkeulse kasteel

## Afbeeldingen

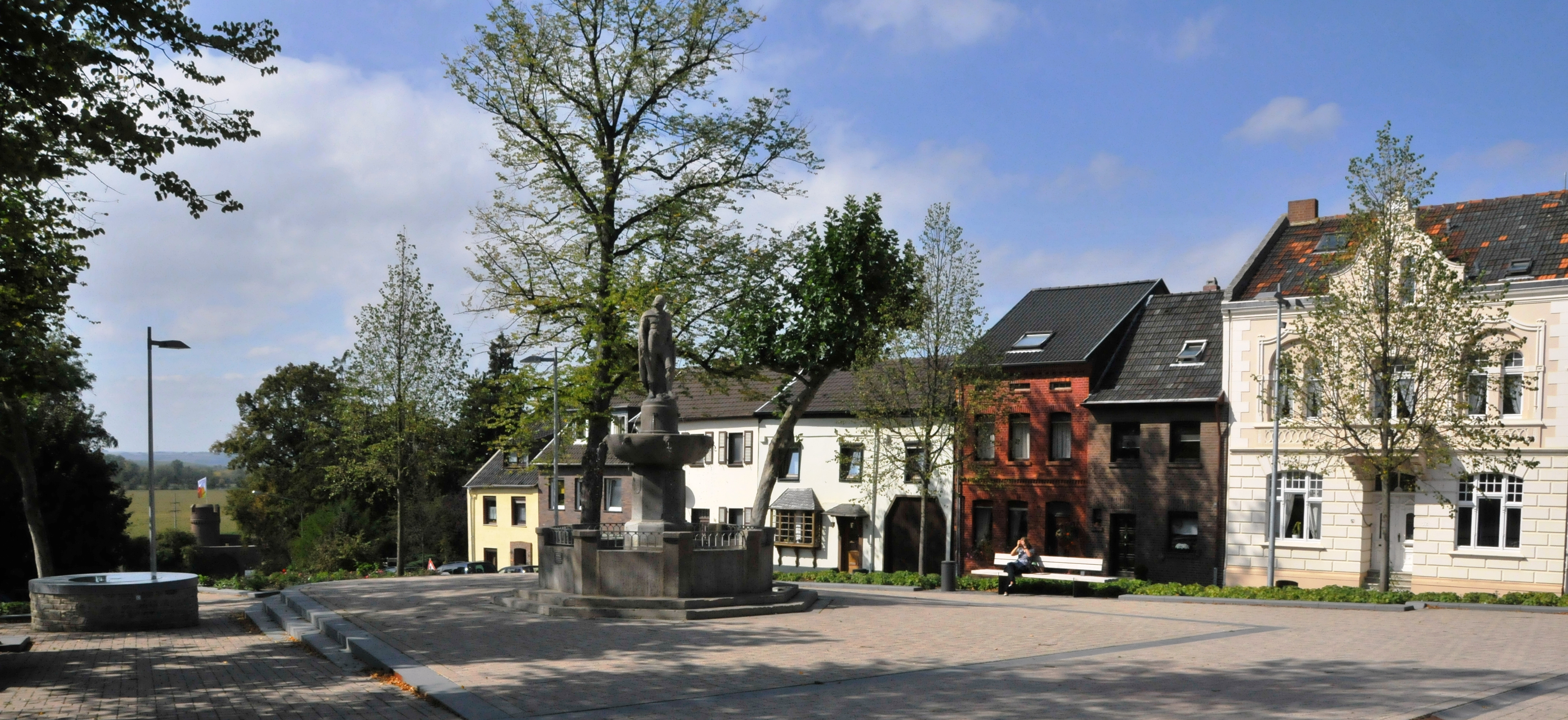
Marktplatz
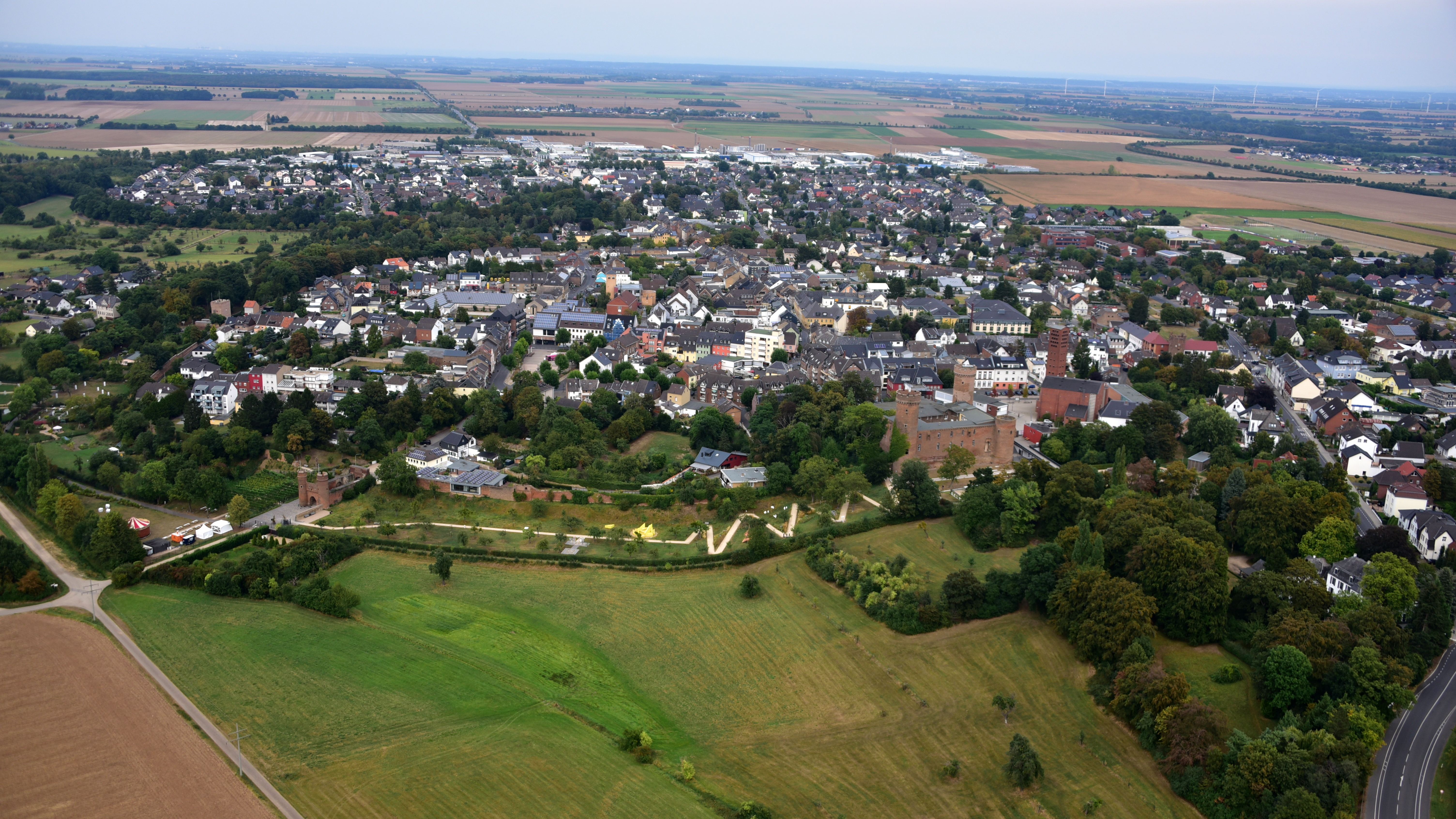
Gezicht op Zülpich
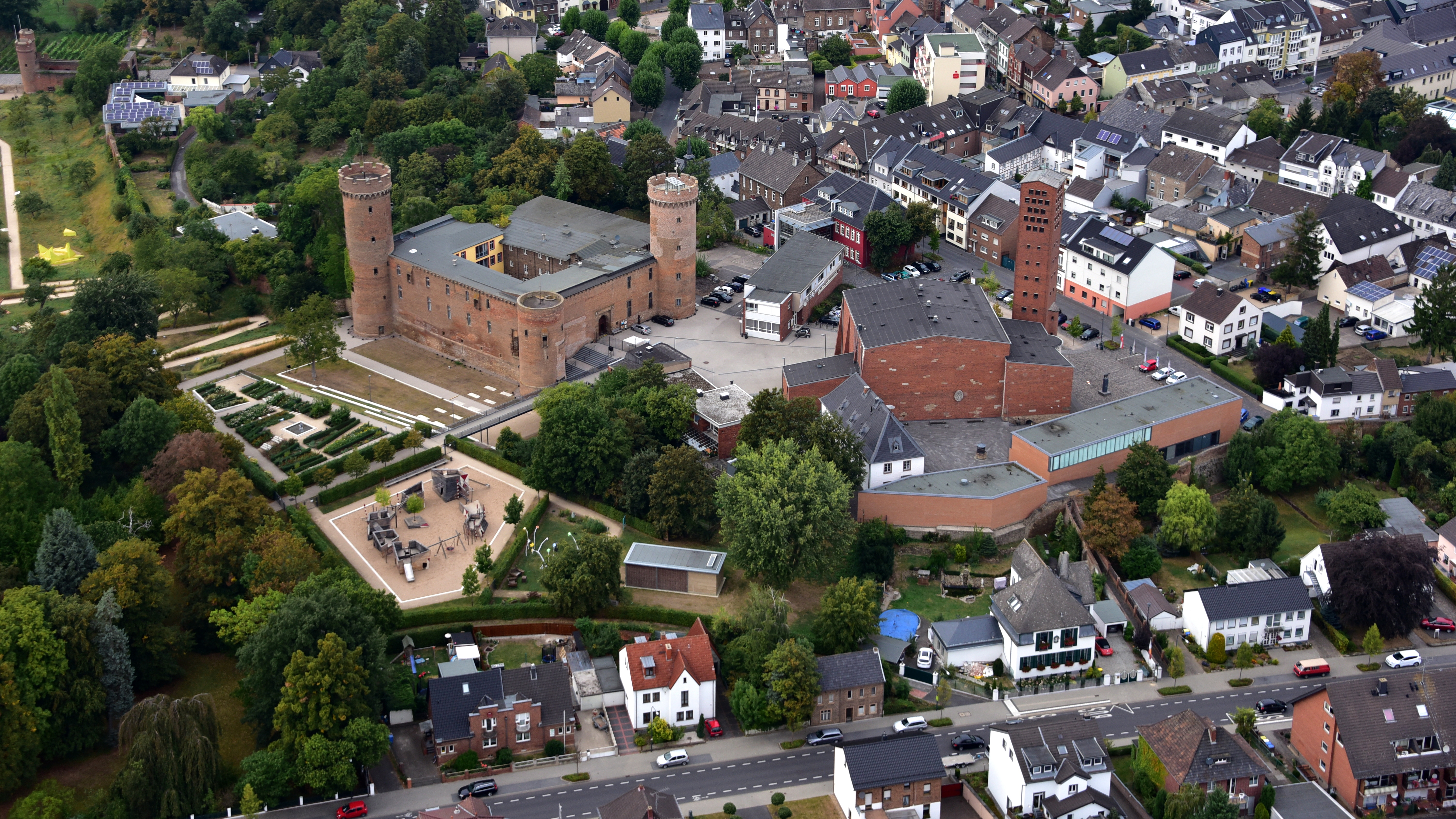
Kurkölnische Landesburg
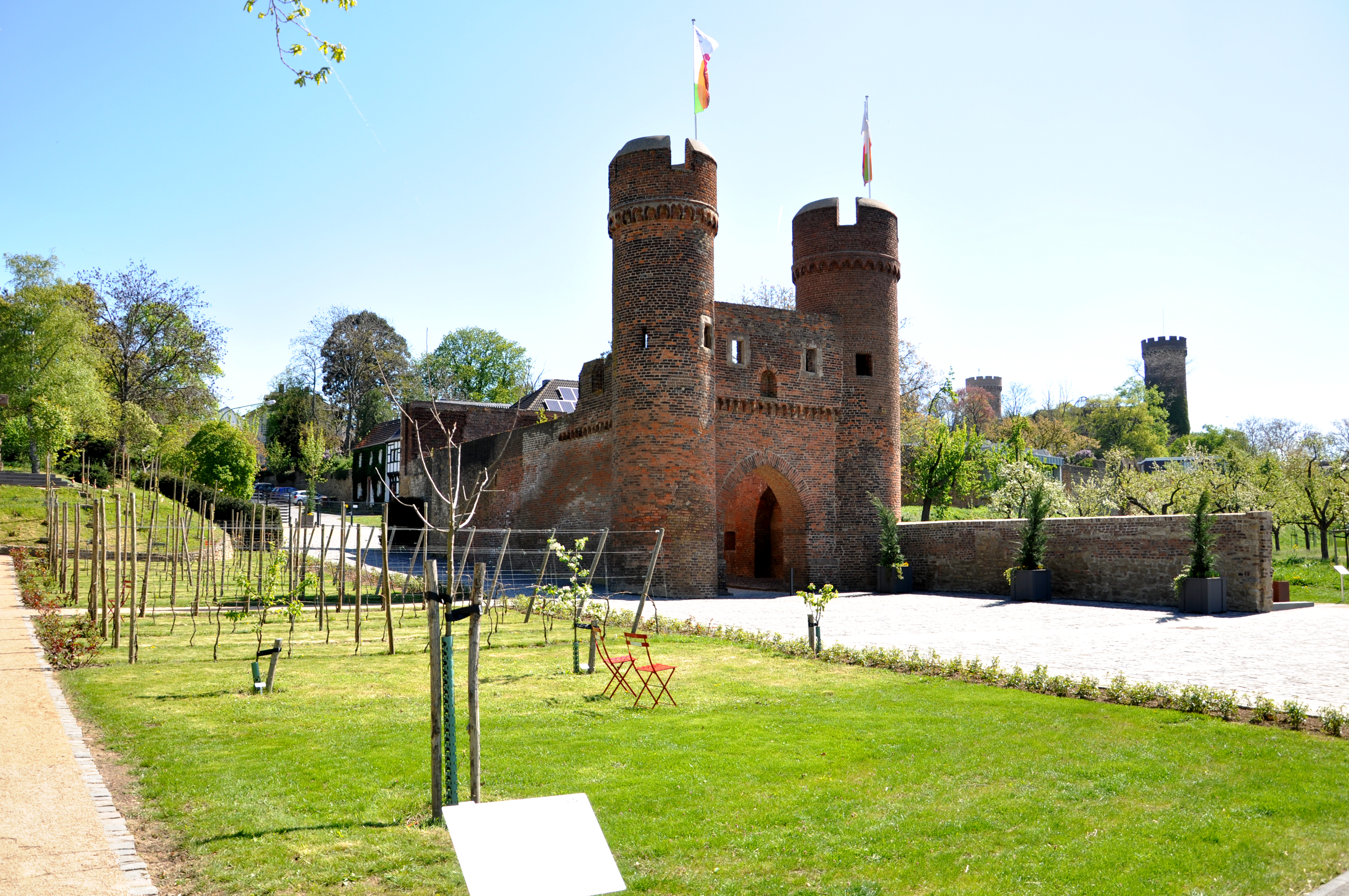
Weiertor

Bad Münstereifel · Blankenheim · Dahlem · Euskirchen · Hellenthal · Kall · Mechernich · Nettersheim · Schleiden · Weilerswist · Zülpich